# Clarence Bourgoin
 (mars 2010).
Si vous disposez d'ouvrages ou d'articles de référence ou si vous connaissez des sites web de qualité traitant du thème abordé ici, merci de compléter l'article en donnant les références utiles à sa vérifiabilité et en les liant à la section « Notes et références ».
Pour les articles homonymes, voir Bourgoin.
Clarence Bourgoin (1946 à Saint-Léonard dans la province du Nouveau-Brunswick au Canada - ) est un peintre canadien.

## Biographie
Clarence Bourgoin a résidé 30 ans au Québec.
Se qualifiant de « chasseur de paysages », il est un peintre figuratif faisant partie du mouvement expressionniste. Le résumé de ses 40 ans de carrière énumère autant de participations à des symposiums d’art figuratif au Québec et à l’échelle internationale que de prix et de mentions d’honneur.
En 2007, lors d’une exposition au Carrousel du Louvre de Paris, M. Bourgoin s’est vu remettre un prix spécial, pour son œuvre, par le Bureau de la Société Nationale des Beaux-Arts de Paris.
En 2005, l’International Artist Magazine lui a consacré un reportage intitulé Masters Painter of the World Canada Showcase, 2005.
Clarence Bourgoin est répertorié au Musée des beaux-arts de Montréal et membre de l’Institut des arts figuratifs.